# Głowacica
Głowacica (Hucho hucho) – gatunek słodkowodnej ryby z rodziny łososiowatych (Salmonidae) należąca do rzędu łososiokształtnych (Salmoniformes).

## Występowanie
Ze względu na swoje pierwotne występowanie w dorzeczu środkowego i dolnego Dunaju zwana jest łososiem Dunaju lub głowacicą dunajską. W czasach historycznych występowała także w dorzeczu Dniestru. Obecnie występuje również w Renie i jego dorzeczu. Zaaklimatyzowała się także w rzekach gór Atlasu w Maroku, gdzie temperatura wody dochodzi do 26 stopni C. Jednak tam nie może rozmnażać się naturalnie.
W Polsce występuje w Czarnej Orawie dopływie Wagu oraz w rzekach zarybianych tym gatunkiem. Są to Poprad, Dunajec, San, Raba, Skawa, Soła, Nysa Kłodzka, Bóbr, Gwda oraz w czorsztyńskim zbiorniku zaporowym. Liczebność polskiej głowacicy szacuje się na 1500–2000 dorosłych osobników.
Potrzebuje wód zimnych dobrze natlenionych, szybko płynących o kamienistym dnie. Najliczniej występuje w rzekach ze żwirowym lub kamienistym dnem. Żyje samotnie. Jest rybą stanowiskową, zażarcie broniącą swego ściśle określonego terytorium przed wszelkimi konkurentami. Najchętniej przebywa w głębszych partiach wód o silnym nurcie. Odznacza się tolerancją ekologiczną, może żyć nawet w lekko zanieczyszczonych wodach.

## Budowa
Przeciętnie głowacica osiąga 80 do 100 cm długości, ważąc przy tym 5–10 kg. Piętnastoletnie osobniki mogą mierzyć 150 cm i osiągać masę 52 kg. Największy złowiony osobnik mierzył 183 cm i ważył 60 kg. Największy osobnik złowiony w Polsce na wędkę mierzył 120 cm przy masie ciała 20,30 kg. Ciało wydłużone, wrzecionowate, okrągłe w przekroju. Głowa duża, lekko spłaszczona, z szeroko wyciętym otworem gębowym sięgającym poza krawędź oka. Pysk uzbrojony jest w 4–8 hakowate zęby umieszczone w jednym rzędzie. Pierwsze łuki skrzelowe zaopatrzone są w 16–18 wyrostków filtracyjnych.
Głowacica ma względnie dużą płetwę tłuszczową, natomiast pozostałe płetwy
są dość małe. Płetwa ogonowa jest wyraźnie karbowana. Łuski bardzo drobne. Grzbiet brązowawy lub zielonkawoszary, boki jaśniejsze z miedzianym połyskiem, brzuch biały. Na bokach liczne, nieregularnie rozmieszczone, małe, ciemne plamki. Jest największą rybą łososiowatą i jedną z większych słodkowodnych.

## Odżywianie
Głównym pokarmem głowacicy są ryby takie jak płoć, jaź, jelec, kiełb, kleń oraz łososiowate. Zjada również owady, bezkręgowce, żaby, małe ssaki i ptaki wodne. Wielkość ryb jakie jest w stanie połknąć stanowi około 35% jej długości.

## Rozród
Samice osiągają dojrzałość płciową w wieku 3–4 lat, a samce w wieku 4–5 lat. Przed tarłem ubarwienie samców ciemnieje, a boki stają się ciemnoczerwone. Samice nie przybierają barw godowych. Tarło odbywa się wiosną – w marcu i kwietniu, gdy temperatura wody osiąga 8–10 stopni. U samców tworzy się tak zwany hak tarłowy, czyli szczęka dolna o haczykowatym, kształcie. Grubieje im jednocześnie skóra – cecha niezbędna podczas gwałtownych walk z rywalami na tarliskach. W poszukiwaniu odpowiednich warunków do odbycia godów ryby wędrują w górę rzek lub w niewielkie pobliskie strumienie, gdzie w płytkich, ale bogatych w tlen miejscach wykopują w żwirowym dnie jamy. Samica uderzeniami ogona w żwirowe kamieniste dno robi wgłębienie, gdzie składa ikrę. Przyjmuje się, że na 1 kg masy samicy przypada 1000 jaj. Ikra o średnicy 4–6 mm ma barwę pomarańczową. Ze względu na stosunkowo późną porę tarła larwy głowacicy rozwijają się znacznie szybciej niż innych łososiowatych, bowiem woda jest już cieplejsza. Okres wylęgania w temperaturze 7–9 stopni Celsjusza trwa około 38 dni. Larwy wykluwają się najczęściej pod koniec maja bądź na początku czerwca. Po zużyciu zapasów woreczka żółtkowego (około 2 tygodnie) odżywiają się bezkręgowcami i skorupiakami, później małymi rybkami. Najczęściej są to strzeble potokowe, świnka i inne ryby karpiowate. Młode rosną bardzo szybko, po roku osiągają długość 16 cm. Przez okres młodociany (3 lata) mają brązowe ubarwienie z kilkunastoma stalowoszarymi poprzecznymi pasami.

## Ochrona
Okres ochronny: 1 marca – 31 maja. Wymiar ochronny: 70 cm. Tygodniowy limit: 1 sztuka.